# ¡Cu-Cut!
Le ¡Cu-Cut! était une revue satirique hebdomadaire du début du XXe siècle, d'idéologie catalaniste et éditée à Barcelone. Publiée entre le 2 janvier 1902 et le 25 avril 1912, elle acquit une grande popularité, avec des tirages atteignant 60 000 exemplaires, et incluait une solide équipe de créateurs graphiques.
Elle est en particulier passée à la postérité en raison d'événements survenus fin 1905, au cours desquels la rédaction du périodique fut saccagée par un groupe de militaires, qui reçurent a posteriori le soutien de leurs supérieurs. Les incidents et la polémique qu'ils suscitèrent furent à l'origine d'une crise politique révélatrice de la fragilité du régime de la Restauration bourbonienne.

## Idéologie et personnel
La revue était politiquement liée à la Lliga Regionalista de Francesc Cambó et Enric Prat de la Riba, et du journal La Veu de Catalunya. Elle s'opposait en particulier au courant politique représenté par Alejandro Lerroux et le Parti républicain radical.
Dirigé par Manuel Folch i Torres, on peut citer parmi ses principaux collaborateurs Josep Morató i Grau, Eduard Coca i Vallmajor ou Manuel Urgellès, avec les caricatures des illustrateurs Opisso, Junceda, Llaverías, Apa ou Ismael Smith. Sa mascotte était un paysan catalan portant la barretina, créé par Gaietà Cornet, directeur artistique de la revue.

## Graphisme
Les jeunes artistes de Cu-cut! ont reçu de fortes influences de la presse française. Des publications comme Le Rire ou L'Assiette au beurre ont une grande influence sur la conception graphique et la présentation de la revue. Mais la presse allemande, en particulier Simplicissimus, laisse aussi son empreinte sur les artistes de Cu-cut!, qui purent développer progressivement leur propre singularité, appelée « l'école catalane du dessin satirique », sensiblement diffèrent ce qui est fait a Barcelone que ce qui est fait à Madrid comme l'écrit le critique d'art cubain Bernardo G. Barros dans son ouvrage La caricatura contemporánea (Madrid: Ed. América, 1916. Vol. II).
Le graphisme de Cu-cut! est révolutionnaire dans la presse catalane, et va bientôt avoir de nombreux imitateurs et disciples.

## Influence
L'influence de Cu-cut! sur le reste de la presse satirique catalane est très important. Leurs concepteurs seront le modèle de l'école catalane de dessin satirique. Le modèle du magazine sera suivi et imité par de nombreuses publications ultérieures:
Cu-cut! consolide aussi un modèle de publication satirique catalan moderne, irrévérencieux, avec un graphisme agréable et une maquette moderne et un esprit combatif qui n'est pas usuel dans la presse espagnole à l'époque. Cu-cut! ouvre ainsi la voie à suivre publications telles que 'L'Hereu (1913-14), La Piula (1916), Cuca Fera (1917), L'Estevet (1921-23), El Borinot (1923-1927) o Papitu (1908-1936).

## Les incidents du¡Cu-Cut!

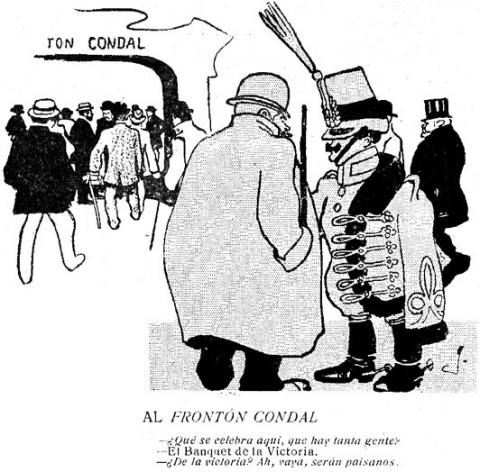
Auca de Joan García Junceda i Supervia à l'origine de la colère des militaires.

Le 25 novembre 1905, la rédaction du ¡Cu-Cut! ainsi que celle de La Veu de Catalunya furent prises d'assaut par un groupe de militaires de la garnison de Barcelone, en réaction à une caricature antimilitariste de Junceda publiée deux jours auparavant, tournant en ridicule l'Armée et rappelant la débâcle de 1898, vécue comme un traumatisme par d'importants secteurs de la société espagnole et  toujours vive dans les esprits,,. Le saccage est connue dans l'historiographie comme les « incidents du ¡Cu-Cut! » (« hechos del ¡Cu-Cut! » en castillan ; « fets del ¡Cu-Cut! » en catalan).

### Conséquences: laley de jurisdiccioneset la formation de Solidaritat Catalana
La publication fut suspendue jusqu'au 28 avril 1906 en raison des dégâts matériels occasionnés.
Les événements étaient une illustration de la faiblesse du système de la Restauration et de sa dépendance persistante à l'égard des militaires, qui avaient déjà exercé une influence considérable dans la politique du pays lors du siècle précédent. « La crise subjacente représenta le premier choc entre pouvoir politique et pouvoir militaire du XXe siècle ainsi qu'une montée notable de la température du conflit nationaliste ». Face au refus du roi de punir les auteurs du saccage, Eugenio Montero Ríos, alors chef du gouvernement, présenta sa démission. Il fut remplacé par Segismundo Moret, qui se montra favorable aux militaires et promulgua rapidement une nouvelle loi, la Ley de Jurisdicciones, qui établissait que la réparation des atteintes « à la patrie ou à l'Armée » incomberaient aux tribunaux militaires, revers infligé à ceux qui réclamaient que justice soit faite, les coupables n'étant pas tenus de répondre de leurs actes devant une juridiction civile. L'opposition à cette loi entraina l'union des partis politiques catalans dans la coalition Solidaritat Catalana. Dès lors le panorama politique catalan évolua radicalement, les partis dynastiques de la Restauration disparaissant de la scène pour être remplacés par des partis opposés au régime, essentiellement la Lliga Regionalista et les partis républicains.

## Fin de la publication
En 1912, les dirigeants de la Lliga décidèrent de mettre un terme à la publication de la revue, dont le radicalisme toujours croissant ne servait plus les intérêts,.

## Commémorations à l'occasion du centenaire de la disparition de la revue
Le dessinateur de presse Kap a été chargé de diriger une exposition qui commémore le centenaire de la disparition du magazine. Il a été inauguré dans l'Arxiu Històric de la Ciutat de Barcelona le mai de 2012, et c'est une exposition qui a visité d'autres localités catalanes . Kap (sous son vrai nom, Jaume Capdevila) a également écrit un livre qui rappelle et revendique cette publication: Cu-cut! (1902-1912) Sàtira política en temps trasbalsats.